# Campaea haliaria
Campaea haliaria är en fjärilsart som beskrevs av Walker 1861. Campaea haliaria ingår i släktet Campaea och familjen mätare. Inga underarter finns listade i Catalogue of Life.